# La Campagne de France (film)
Pour les articles homonymes, voir Campagne de France.
Pour plus de détails, voir Fiche technique et Distribution.
La Campagne de France est un film français réalisé par Sylvain Desclous et sorti en 2022.

## Synopsis
Trois candidats - Jean-Paul, Patrick et Mathieu - s'affrontent lors de la campagne des élections municipales de 2020 à Preuilly-sur-Claise.

## Fiche technique
- Titre : La Campagne de France
- Réalisation : Sylvain Desclous
- Scénario : Sylvain Desclous
- Photographie : Jean-Christophe Beauvallet
- Son : Alexis Farou
- Montage son : Amélie Canini
- Montage : Isabelle Poudevigne
- Musique : Bertrand Belin
- Production : Sésame Films
- Pays de production :  France
- Genre : documentaire
- Durée : 100 minutes
- Date de sortie : France - 9 mars 2022